# Duba (Chorwacja)
Duba – wieś w Chorwacji, w żupanii dubrownicko-neretwiańskiej, w gminie Slivno. W 2011 roku liczyła 4 mieszkańców.